# Vikings en Galice

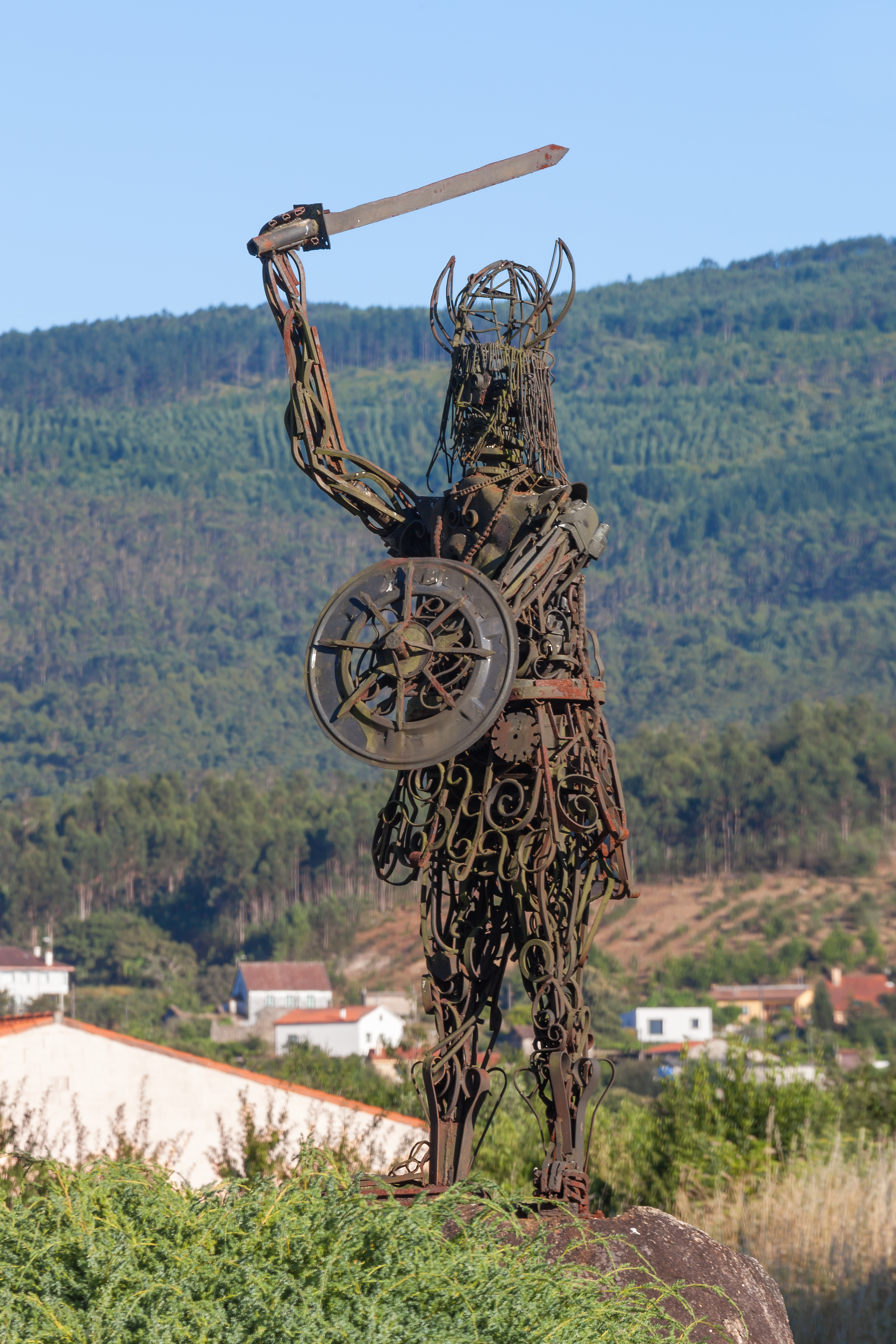
Statue à Catoira en Galice, commémorant les incursions des Vikings.

Les Vikings interviennent en Galice du IXe au XIIIe siècle, dans le cadre de leur expansion vers la mer Méditerranée.

## Historique
Les Vikings sont des guerriers, navigateurs, pillards et commerçants venant de Scandinavie, qui se répandent en Europe occidentale à partir du VIIIe siècle. Ils s'implantent successivement dans différentes régions au nord ouest de l'Europe, en commençant par des raids le long des côtes et en remontant les fleuves. Ils s'installent ainsi dans ce qui devient la Normandie, une puissante principauté qui leur sert de nouvelle base de départ pour continuer leur expansion. Ils sont à la fois Vikings par leur origine et Normands par ce nouvel État.

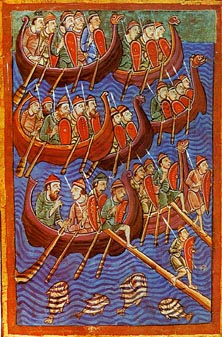
Vikings sur leurs drakkars, IXe siècle.

Ayant comme nouvel objectif la Méditerranée, ils longent la Galice et ils y mènent de nombreux raids. Le premier de ces raids intervient en août 849, selon les Annales de Saint-Bertin. À cette date, une expédition viking venue de la Garonne est détournée par une tempête et se retrouve sur les côtes de la Galice, où elle procède au pillage des villages côtiers. Ramire Ier d'Oviedo qui règne sur la région repousse les Vikings qui poursuivent alors vers Lisbonne. Selon une légende, c'est à la prière de l'évêque de Britonia qu'est due une tempête qui contribue à la déroute de ce premier raid.
Les Vikings mènent en 858 un second raid sur la Galice, avec une centaine de navires. Après avoir pillé les côtes de Francie occidentale et de la Gascogne, ils atteignent l'estuaire de la ria de Arosa, le remontent, pillent Iria Flavia et atteignent Saint-Jacques-de-Compostelle. Là, les habitants payent un tribut pour éviter le pillage, mais malgré ce tribut les Viking continuent à essayer d'investir la ville ; une armée menée par le comte Pierre les combat et détruit trente-huit de leurs drakkars. Ce serait à la suite de cet événement que le siège épiscopal est transféré d'Iria Flavia à Saint-Jacques-de-Compostelle[réf. nécessaire].
Au siècle suivant, en 951, sous le règne d'Ordoño Ier d'Oviedo, les Vikings attaquent de nouveau les côtes de Galice. Les habitants renforcent alors leurs défenses, mais les envahisseurs reviennent en 964 et affrontent l'évêque de Mondoñedo.
En 968, les Vikings danois et norvégiens décident d'envahir la Galice, sur la foi des pèlerins de Saint-Jacques-de-Compostelle vantant une terre très riche. Ils arrivent avec deux cents navires[réf. nécessaire] commandés par Gunrod (en) (Gudrød ou Guðrǫðr, appelé Gunderedo en Galice). Cent de ces navires[réf. nécessaire] sont dirigés vers la Cantabrie pour attaquer Britonia, et les cent autres vont jusqu'à l'estuaire de la ría de Arousa pour débarquer à Xunqueira et atteindre à pied Saint-Jacques-de-Compostelle. Le nouvel évêque Sisnando, qui vient de supplanter Rosendo, essaye d'arrêter les envahisseurs près d'Iria, mais il échoue et meurt dans la bataille. Ne rencontrant plus de résistance, les Vikings progressent jusqu'au Courel, puis vainquent la résistance de l'évêque de Lugo et s'emparent aussi de Britonia qui est détruite. Chargés de butin, ils retournent vers leurs navires mais sont attaqués par Gonzalo Sánchez et son armée, qui les battent près du ría de Ferrol en 970 et tuent leur chef Gunrod.

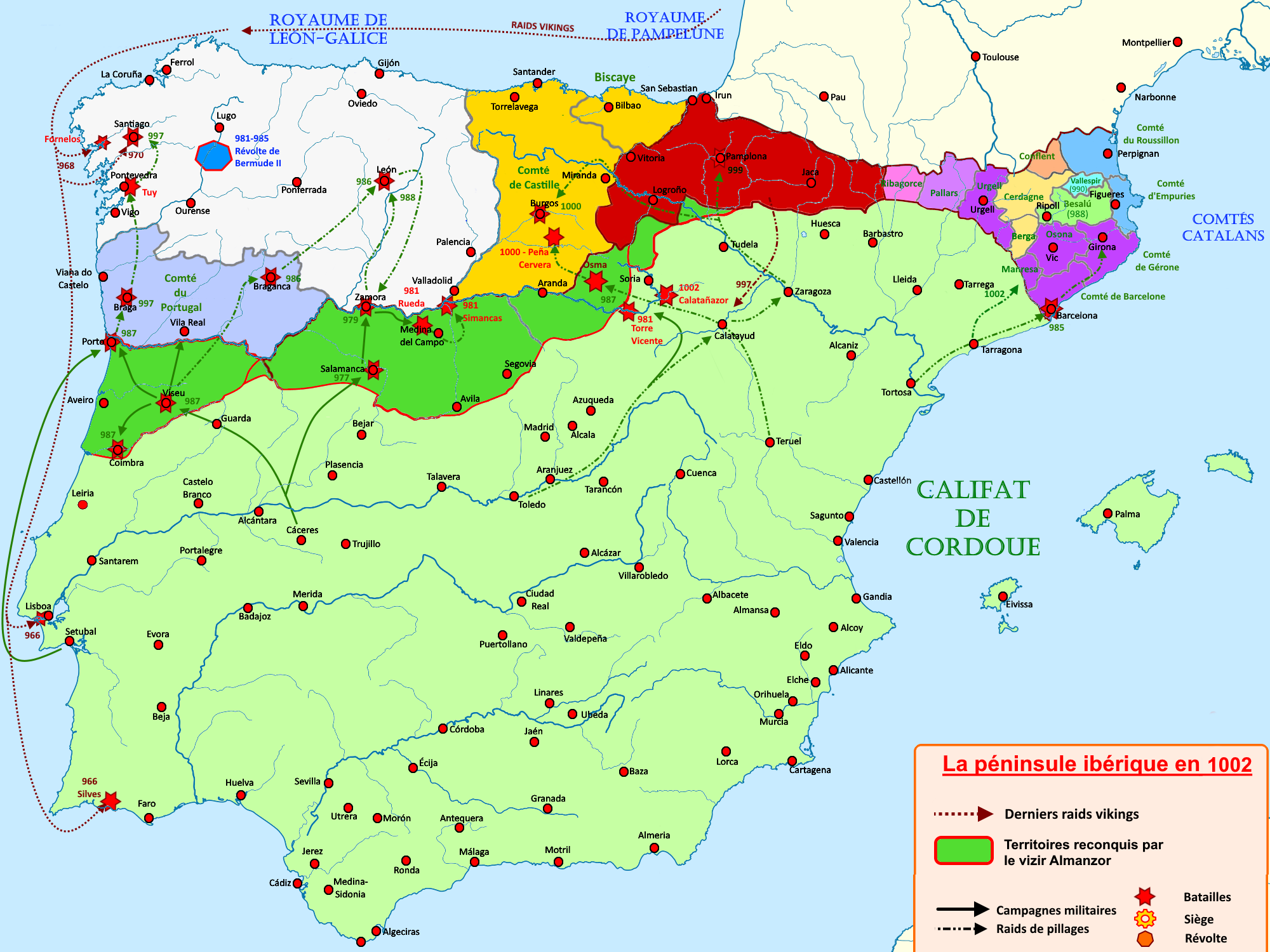
Raids vikings en Galice